# Rhyacophila psezuapse
Rhyacophila psezuapse là một loài Trichoptera trong họ Rhyacophilidae. Chúng phân bố ở miền Cổ bắc.